# Tepidibacter
Tepidibacter è un genere di batterio appartenente alla famiglia delle Clostridiaceae.